# ミラ・トドロバ
ミラ・トドロバ（Mira Todorova、女性、1994年4月12日 - ）は、ブルガリアのバレーボール選手。ポジションはミドルブロッカー。ブルガリア代表。

## 来歴
- クラブチーム

チルパン出身。Volejbolen klub Maricaでバレーボール選手のキャリアをスタートさせた。2013/14シーズンはスイスリーグのヴォレロ・チューリッヒで、2014/15シーズンはSm'Aesch Pfeffingenでプレーした。2015/16シーズンはVolero Le Cannetに移籍しフランスリーグ7位となった。2017/18シーズンは再びスイスのヴォレロ・チューリッヒでプレーしリーグ優勝を果たした。自身もベストブロッカー賞を受賞した。2018/19シーズンはフランスのVolero Le Cannetへ移籍。フランスリーグ4位、世界クラブ選手権に出場した。2019/20シーズンは強豪のRCカンヌでプレーした。2020年、ドイツのアリアンツ MTV シュトゥットガルトに入団。2021/22シーズンのブンデスリーガとドイツカップで2冠を果たした。2022/23シーズンはルーマニアリーグのCSMトゥルゴヴィシュテでプレーしている。
- 代表チーム

アンダーカテゴリーの代表として2011年のU-20欧州選手権に出場した。2013年にブルガリア代表に初選出された。2015年、欧州選手権に出場した。2016年、ワールドグランプリに出場した。2018年のヨーロッパリーグで金メダルを獲得した。同年9-10月に日本で開催された世界選手権では12位となった。2019年、ネーションズリーグに出場した。2021年、ヨーロッパリーグで金メダルを獲得した。2022年、世界選手権に出場した。

## 球歴
- 世界選手権 - 2018年、2022年
- 欧州選手権 - 2015年、2019年、2021年
- ワールドグランプリ - 2016年、2017年
- ネーションズリーグ - 2019年、2022年

## 所属クラブ
- Volejbolen klub Marica（2010-2013年）
- ヴォレロ・チューリッヒ（2013-2014年）
- Smaesch Pfeffingen（2014-2015年）
- ル・カネ（2015-2017年）
- ヴォレロ・チューリッヒ（2017-2018年）
- ル・カネ（2018-2019年）
- RCカンヌ（2019-2020年）
- アリアンツ MTV シュトゥットガルト（2020-2022年）
- CSMトゥルゴヴィシュテ（2022-）